# Licejski pol Primoža Trubarja in Simona Gregorčiča
Državni izobraževalni zavod Primoža Trubarja in Simona Gregorčiča (okrajšano DIZ Trubar - Gregorčič; italijansko Istituto d'Istruzione Superiore “Primož Trubar-Simon Gregorčič”, okrajšano IIS Trubar-Gregorčič) je združenje dveh šol s slovenskim učnim jezikom v Gorici, Italija. Licejski pol vsebuje tri smeri: klasični licej Primoža Trubarja ter humanistični in znanstveni licej Simona Gregorčiča.

## Zgodovina
Zgodovina slovenskih višjih šol se prične v 19. stoletju, v čas, ko je Avstro-Ogrska postavila temelje višjemu šolstvu v Gorici.

## Smeri

### Klasični licej
Klasični licej (italijansko liceo classico) se tradicionalno deli na bienij (IV. in V. gimnazija) in trienij (I., II. in III. licej). Predmeti: stara grščina, latinščina, slovenščina, italijanščina, angleščina, zgodovina (v bieniju zgodovina in zemljepis), naravoslovje (biologija, kemija, vede o Zemlji, itd.), zgodovina umetnosti (samo v trieniju), filozofija (samo v trieniju), matematika, fizika (samo v trieniju), telovadba, državljanska vzgoja in verouk (izberni).

### Humanistični licej
Humanistični licej (italijansko liceo delle scienze umane) je naslednik učiteljišča.

### Znanstveni licej
Znanstveni licej (italijansko liceo scientifico) nima latinskega jezika z razliko tradicionalnega znanstvenega liceja.

## Ravnatelji in podravnatelji

### Ravnatelji
- Elisabetta Kovic (?–?)[4]
- Marco Jarc (?–2019)
- Peter Černic (2019–2020)
- Sonja Klanjšček (2020–danes)

### Podravnatelji
- Peter Černic (2010–2019)